# Società Sportiva Lazio 1980-1981
Questa voce raccoglie le informazioni riguardanti la Società Sportiva Lazio nelle competizioni ufficiali della stagione 1980-1981.

## Stagione
La Lazio affidata in questa stagione cadetta all'allenatore Ilario Castagner disputa il campionato di Serie B 1980-1981 classificandosi al quarto posto, a soli due punti di distanza dalla terza posizione, che avrebbe significato il ritorno immediato in Serie A dopo solo un anno tra i cadetti.
In Coppa Italia la squadra laziale ha vinto il sesto girone di qualificazione, poi nei quarti di finale è stata estromessa dal Bologna nel doppio confronto.

## Organigramma societario
Area direttiva
- Presidente: Umberto Lenzini, poi Aldo Lenzini
- General manager: Luciano Moggi

Area tecnica
- Allenatore: Ilario Castagner

## Rosa
| N. |                   | Ruolo | Calciatore           |
| -- | ----------------- | ----- | -------------------- |
|    | Italia (bandiera) | P     | Massimo Cacciatori   |
|    | Italia (bandiera) | P     | Dario Marigo         |
|    | Italia (bandiera) | P     | Maurizio Moscatelli  |
|    | Italia (bandiera) | P     | Aldo Nardin          |
|    | Italia (bandiera) | D     | Filippo Citterio     |
|    | Italia (bandiera) | D     | Pietro Ghedin        |
|    | Italia (bandiera) | D     | Lionello Manfredonia |
|    | Italia (bandiera) | D     | Giorgio Mastropasqua |
|    | Italia (bandiera) | D     | Carlo Perrone        |
|    | Italia (bandiera) | D     | Dario Pighin         |
|    | Italia (bandiera) | D     | Paolo Pochesci       |
|    | Italia (bandiera) | D     | Claudio Simoni       |
|    | Italia (bandiera) | D     | Arcadio Spinozzi     |
|    | Italia (bandiera) | C     | Alberto Bigon        |

| N. |                   | Ruolo | Calciatore         |
| -- | ----------------- | ----- | ------------------ |
|    | Italia (bandiera) | C     | Riccardo Cenci     |
|    | Italia (bandiera) | C     | Giuseppe Greco     |
|    | Italia (bandiera) | C     | Mauro Manzoni      |
|    | Italia (bandiera) | C     | Maurizio Montesi   |
|    | Italia (bandiera) | C     | Aldo Nicoli        |
|    | Italia (bandiera) | C     | Dario Sanguin      |
|    | Italia (bandiera) | C     | Maurizio Scarsella |
|    | Italia (bandiera) | C     | Fernando Viola     |
|    | Italia (bandiera) | A     | Raoul Albani       |
|    | Italia (bandiera) | A     | Stefano Chiodi     |
|    | Italia (bandiera) | A     | Renzo Garlaschelli |
|    | Italia (bandiera) | A     | Bruno Giordano     |
|    | Italia (bandiera) | A     | Lorenzo Marronaro  |
|    | Italia (bandiera) | A     | Guido Valenzi      |

## Calciomercato

### Sessione estiva
| Acquisti | Acquisti             | Acquisti     | Acquisti      |
| R.       | Nome                 | da           | Modalità      |
| -------- | -------------------- | ------------ | ------------- |
| P        | Dario Marigo         | Chieti       | definitivo    |
| P        | Maurizio Moscatelli  | Pistoiese    | definitivo    |
| P        | Aldo Nardin          | Lecce        | definitivo    |
| D        | Pietro Ghedin        | Pescara      | fine prestito |
| D        | Giorgio Mastropasqua | Bologna      | definitivo    |
| D        | Claudio Simoni       | Cerretese    | fine prestito |
| D        | Arcadio Spinozzi     | Bologna      | definitivo    |
| C        | Andrea Agostinelli   | Napoli       | fine prestito |
| C        | Roberto Badiani      | Napoli       | fine prestito |
| C        | Alberto Bigon        | Milan        | definitivo    |
| C        | Giuseppe Greco       | Torino       | definitivo    |
| C        | Dario Sanguin        | L.R. Vicenza | definitivo    |
| A        | Raoul Albani         | Maccarese    | definitivo    |
| A        | Stefano Chiodi       | Milan        | definitivo    |
| A        | Guido Valenzi        | Cerretese    | fine prestito |

| Cessioni | Cessioni             | Cessioni      | Cessioni      |
| R.       | Nome                 | a             | Modalità      |
| -------- | -------------------- | ------------- | ------------- |
| P        | Giuseppe Avagliano   | Ragusa        | definitivo    |
| P        | Riccardo Budoni      | Siena         | prestito      |
| D        | Salvatore Pesce      | Sangiovannese | definitivo    |
| D        | Mauro Tassotti       | Milan         | definitivo    |
| D        | Giuseppe Wilson      |               | fine carriera |
| C        | Andrea Agostinelli   | Pistoiese     | prestito      |
| C        | Roberto Badiani      | Pistoiese     | prestito      |
| C        | Vincenzo D'Amico     | Torino        | definitivo    |
| C        | Stefano Ferretti     | Empoli        | prestito      |
| C        | Antonio Labonia      | Siracusa      | prestito      |
| C        | Antonio Lopez        | Palermo       | definitivo    |
| C        | Vincenzo Zucchini    | L.R. Vicenza  | definitivo    |
| A        | Salvatore Campilongo | Milan         | definitivo    |
| A        | Enrico Todesco       | Genoa         | definitivo    |

## Risultati

### Serie B

#### Girone di andata
| Arbitro: | Redini (Pisa) |

|                         |           |                  |
| Mastropasqua 67’ (rig.) | Marcatori | 60’ Lamia Caputo |

| Arbitro: | Mattei (Macerata) |

|             |           |          |
| Capuzzo 39’ | Marcatori | 5’ Greco |

| Arbitro: | Angelelli (Terni) |

|                                       |           |  |
| Citterio 4’ Bigon 15’, 42’ Albani 67’ | Marcatori |  |

| Pescara 5 ottobre 1980 4ª giornata | Pescara          | 0 – 0 referto | Lazio | Stadio Adriatico (10 000 spett.)\| Arbitro: \| Paparesta (Bari) \| |
| Arbitro:                           | Paparesta (Bari) |               |       |                                                                    |

| Arbitro: | Lo Bello (Siracusa) |

|                        |           |              |
| Greco 40’ Citterio 42’ | Marcatori | 81’ Tresoldi |

| Arbitro: | Prati (Parma) |

|                                |           |  |
| Albani 53’ Citterio 88’ (rig.) | Marcatori |  |

| Arbitro: | Tani (Livorno) |

|  |           |           |
|  | Marcatori | 87’ Cenci |

| Arbitro: | Lanese (Messina) |

|           |           |  |
| Viola 50’ | Marcatori |  |

| Arbitro: | Casarin (Milano) |

|                     |           |           |
| Spinozzi 50’ (aut.) | Marcatori | 41’ Viola |

| Arbitro: | Mattei (Macerata) |

|                                       |           |  |
| Viola 27’ Chiodi 48’ Mastropasqua 75’ | Marcatori |  |

| Arbitro: | Magni (Bergamo) |

|                      |           |                      |
| Chiodi 62’ Viola 69’ | Marcatori | 14’ Bresciani 74’ Re |

| Genova 30 novembre 1980 12ª giornata | Genoa               | 0 – 0 referto | Lazio | Stadio Luigi Ferraris (25 000 spett.)\| Arbitro: \| Lo Bello (Siracusa) \| |
| Arbitro:                             | Lo Bello (Siracusa) |               |       |                                                                            |

| Arbitro: | Pairetto (Nichelino) |

|                                 |           |                                    |
| Massaro 55’ Acanfora 90’ (rig.) | Marcatori | 52’ Garlaschelli 80’ (rig.) Chiodi |

| Arbitro: | Michelotti (Parma) |

|                            |           |                |
| Garlaschelli 33’ Viola 68’ | Marcatori | 73’ Cantarutti |

| Arbitro: | Mattei (Nichelino) |

|              |           |             |
| Galdiolo 61’ | Marcatori | 42’ Sanguin |

| Arbitro: | D'Elia (Salerno) |

|  |           |                    |
|  | Marcatori | 54’, 57’ Antonelli |

| Arbitro: | Bergamo (Livorno) |

|                       |           |              |
| Garlini 8’ Bordon 55’ | Marcatori | 34’ Pochesci |

| Arbitro: | Angelelli (Terni) |

|                               |           |                         |
| Nardin 1’ (aut.) Vagheggi 10’ | Marcatori | 14’ Chiodi 15’ Pochesci |

| Arbitro: | Patrussi (Arezzo) |

|           |           |          |
| Greco 15’ | Marcatori | 60’ Gori |

#### Girone di ritorno
| Arbitro: | Casarin (Milano) |

|  |           |                     |
|  | Marcatori | 16’ Bigon 65’ Greco |

| Arbitro: | Castaldi (Vasto) |

|                 |           |  |
| Mastropasqua 7’ | Marcatori |  |

| Arbitro: | Vitali (Bologna) |

|                   |           |                            |
| Morra 4’ Piga 66’ | Marcatori | 12’ Viola 50’ Mastropasqua |

| Roma 1º marzo 1981 23ª giornata | Lazio             | 0 – 0 referto | Pescara | Stadio Olimpico (20 000 spett.)\| Arbitro: \| Falzier (Treviso) \| |
| Arbitro:                        | Falzier (Treviso) |               |         |                                                                    |

| Arbitro: | Bianciardi (Siena) |

|                                          |           |                              |
| Di Giovanni 22’, 37’ Facchini 59’ (rig.) | Marcatori | 20’ Sanguin 88’ (rig.) Greco |

| Arbitro: | Michelotti (Parma) |

|                 |           |            |
| De Bernardi 23’ | Marcatori | 29’ Chiodi |

| Roma 22 marzo 1981 26ª giornata | Lazio                | 0 – 0 referto | Foggia | Stadio Olimpico (20 000 spett.)\| Arbitro: \| Pairetto (Nichelino) \| |
| Arbitro:                        | Pairetto (Nichelino) |               |        |                                                                       |

| Arbitro: | Milan (Treviso) |

|              |           |                                  |
| Parlanti 60’ | Marcatori | 48’, 83’ Bigon 67’ (rig.) Chiodi |

| Arbitro: | Agnolin (Bassano del Grappa) |

|                |           |  |
| Bigon 45’, 47’ | Marcatori |  |

| Arbitro: | Angelelli (Terni) |

|                    |           |  |
| Manzoni 51’ (aut.) | Marcatori |  |

| Lecce 18 aprile 1981 30ª giornata | Lecce                | 0 – 0 referto | Lazio | Stadio Via del Mare (20 000 spett.)\| Arbitro: \| Barbaresco (Cormons) \| |
| Arbitro:                          | Barbaresco (Cormons) |               |       |                                                                           |

| Arbitro: | Bergamo (Livorno) |

|                |           |                     |
| Greco 20’, 75’ | Marcatori | 42’ Corti 64’ Russo |

| Arbitro: | Tani (Livorno) |

|                        |           |  |
| Viola 62’ Citterio 80’ | Marcatori |  |

| Arbitro: | Mattei (Macerata) |

|             |           |              |
| Bertoni 57’ | Marcatori | 85’ Citterio |

| Arbitro: | Michelotti (Parma) |

|  |           |             |
|  | Marcatori | 73’ Roselli |

| Arbitro: | Agnolin (Bassano del Grappa) |

|               |           |           |
| Novellino 16’ | Marcatori | 68’ Bigon |

| Arbitro: | Barbaresco (Cormons) |

|                          |           |  |
| Viola 74’ Mei 79’ (aut.) | Marcatori |  |

| Arbitro: | Lops (Torino) |

|              |           |              |
| Pochesci 69’ | Marcatori | 55’ Vagheggi |

| Arbitro: | Menicucci (Firenze) |

|           |           |                     |
| Pavone 2’ | Marcatori | 58’ (rig.) Citterio |

### Coppa Italia

#### Sesto Girone
| Arbitro: | Lanese (Messina) |

|  |           |                               |
|  | Marcatori | 42’ Spinozzi 80’ Garlaschelli |

| 24 agosto 1980 2ª giornata |  | – Turno di riposo |  |  |

| Arbitro: | Falzier (Treviso) |

|                       |           |                 |
| Bigon 8’ Citterio 54’ | Marcatori | 30’ Di Giovanni |

| Arbitro: | Patrussi (Arezzo) |

|                                                  |           |  |
| C. Gentile 58’ (aut.) Garlaschelli 76’ Greco 82’ | Marcatori |  |

| Ascoli Piceno 7 settembre 1980, ore 18:00 5ª giornata | Ascoli             | 0 – 0 | Lazio | Stadio Cino e Lillo Del Duca (13 000 spett.)\| Arbitro: \| Michelotti (Parma) \| |
| Arbitro:                                              | Michelotti (Parma) |       |       |                                                                                  |

#### Quarti di finale
| Arbitro: | Terpin (Trieste) |

|  |           |                              |
|  | Marcatori | 72’ (rig.) Paris 77’ Fiorini |

| Arbitro: | Parussini (Udine) |

|                            |           |  |
| Garritano 44’ Marocchi 67’ | Marcatori |  |

## Statistiche

### Statistiche di squadra
| Competizione | Punti | In casa | In casa | In casa | In casa | In casa | In casa | In trasferta | In trasferta | In trasferta | In trasferta | In trasferta | In trasferta | Totale | Totale | Totale | Totale | Totale | Totale | DR  |
| Competizione | Punti | G       | V       | N       | P       | Gf      | Gs      | G            | V            | N            | P            | Gf           | Gs           | G      | V      | N      | P      | Gf     | Gs     | DR  |
| ------------ | ----- | ------- | ------- | ------- | ------- | ------- | ------- | ------------ | ------------ | ------------ | ------------ | ------------ | ------------ | ------ | ------ | ------ | ------ | ------ | ------ | --- |
| Serie B      | 46    | 19      | 10      | 7       | 2       | 28      | 12      | 19           | 3            | 13           | 3            | 22           | 20           | 38     | 13     | 20     | 5      | 50     | 32     | +18 |
| Coppa Italia | 7     | 3       | 2       | 0       | 1       | 5       | 3       | 3            | 1            | 1            | 1            | 2            | 2            | 6      | 3      | 1      | 2      | 7      | 5      | +2  |
| Totale       |       | 22      | 12      | 7       | 3       | 33      | 15      | 22           | 4            | 14           | 4            | 24           | 22           | 44     | 16     | 21     | 7      | 57     | 37     | +20 |

### Statistiche dei giocatori
Nel conteggio delle reti realizzate si aggiunga un'autorete a favore in campionato e un'autorete a favore in Coppa Italia.
| Giocatore       | Serie B  | Serie B | Coppa Italia | Coppa Italia | Totale   | Totale |
| Giocatore       | Presenze | Reti    | Presenze     | Reti         | Presenze | Reti   |
| --------------- | -------- | ------- | ------------ | ------------ | -------- | ------ |
| R. Albani       | 7        | 2       | 1            | 0            | 8        | 2      |
| A. Bigon        | 32       | 9       | 5            | 1            | 37       | 10     |
| M. Cacciatori   | -        | -       | -            | -            | -        | -      |
| R. Cenci        | 5        | 1       | 3            | 0            | 8        | 1      |
| S. Chiodi       | 28       | 6       | 2            | 0            | 30       | 6      |
| F. Citterio     | 38       | 6       | 5            | 1            | 43       | 7      |
| R. Garlaschelli | 26       | 2       | 4            | 2            | 30       | 4      |
| P. Ghedin       | 11       | 0       | 2            | 0            | 13       | 0      |
| B. Giordano     | -        | -       | -            | -            | -        | -      |
| G. Greco        | 34       | 7       | 5            | 1            | 39       | 8      |
| L. Manfredonia  | -        | -       | -            | -            | -        | -      |
| M. Manzoni      | 14       | 0       | 4            | 0            | 18       | 0      |
| D. Marigo       | 14       | -10     | 1            | -2           | 15       | -12    |
| L. Marronaro    | 7        | 0       | 2            | 0            | 9        | 0      |
| G. Mastropasqua | 36       | 4       | 5            | 0            | 41       | 4      |
| M. Montesi      | -        | -       | -            | -            | -        | -      |
| M. Moscatelli   | 13       | -7      | 4            | -1           | 17       | -8     |
| A. Nardin       | 12       | -15     | 1            | -2           | 13       | -17    |
| A. Nicoli       | -        | -       | -            | -            | -        | -      |
| C. Perrone      | 34       | 0       | 6            | 0            | 40       | 0      |
| D. Pighin       | 17       | 0       | 4            | 0            | 21       | 0      |
| P. Pochesci     | 31       | 3       | 3            | 0            | 34       | 3      |
| D. Sanguin      | 31       | 2       | 3            | 0            | 34       | 2      |
| M. Scarsella    | -        | -       | 1            | 0            | 1        | 0      |
| C. Simoni       | 11       | 0       | 3            | 0            | 14       | 0      |
| A. Spinozzi     | 31       | 0       | 4            | 1            | 35       | 1      |
| G. Valenzi      | 2        | 0       | -            | -            | 2        | 0      |
| F. Viola        | 37       | 7       | 6            | 0            | 43       | 7      |